# Provincia de Mae Hong Son
La Provincia de Mae Hong Son (del tailandés: แม่ฮ่องสอน ‘[mɛ̂ː.hɔ̂ŋ.sɔ̌ːn]’), en thai septentrional: ᨾ᩵ᩁᩬ᩵ᨦᩈᩬᩁ · en shan: မႄႈႁွင်ႈသွၼ် –llamada oficialmente Mae Rong Son y conocida como Maehongson, Mae Hong Sorn o Maehongsorn– es una de las provincias de Tailandia, la más extremo occidental. Limita (en sentido antihorario) al norte con los estados Shan, al oeste con Kayin y Kayah de Birmania, las provincias tailandesas de Chiang Mai y Tak, al este.

## Geografía
Está situada al noroeste de Tailandia, a 924 kilómetros de la capital del país, Bangkok. Cuenta con un área de 12 681.25 km², siendo la tercera más grande del norte de Tailandia y la séptima del país. Limita con los ríos Salween y Moei que sirven como fronteras naturales entre Tailandia y Birmania al norte. Hacia el sur, es fronteriza con el distrito de Tha Song Yang, en Tak, a través de los ríos Yuam y Ngao que sirven de límite provincial. Hacia el este, limita con los distritos de Wiang Haeng, Chiang Dao, Mae Taeng, Mae Chaem, Hot y Omikoi en la provincia de Chiang Mai, sirviendo como frontera natural las montañas de Thanon Thongchai.
La mayoría de las áreas de Mae Hong son complejas cadenas montañosas con abundantes bosques vírgenes. El 88,02% de las reservas forestales tailandesas se encuentran aquí. Las cordilleras transcurren ininterrumpidamente en orientación norte-sur. Al norte forman la frontera con Birmania. El punto más alto se sitúa en la cordillera Thanon Thongchai y es Mae Ya Peak (en tailandés: ยอด เขา แม่ ยะ) con 2005 metros de altura sobre el nivel del mar.
El 63% de la población son miembros de las tribus de la colina, entre ellos los Hmong, Yao, Lahu, Lisu, Akha y Karen. Otro gran grupo étnico son los shan. La provincia tiene la más baja densidad poblacional de todas las demás en Tailandia.

## Demografía
| Gráfica de evolución de Mae Hong Son entre 1937 y 2020 |
|                                                        |

## División administrativa
La provincia se divide en 7 distritos (Amphoe), estos se subdividen en 45 áreas administrativas (tambon) y 402 aldeas (muban).
| N.º | Amphoe              | Thai              |  |
| --- | ------------------- | ----------------- |  |
| 1   | Mueang Mae Hong Son | อำเภอเมืองแม่ฮ่องสอน |  |
| 2   | Khun Yuam           | อำเภอขุนยวม        |  |
| 3   | Pai                 | อำเภอปาย          |  |
| 4   | Mae Sariang         | อำเภอแม่สะเรียง     |  |
| 5   | Mae La Noi          | อำเภอแม่ลาน้อย      |  |
| 6   | Sop Moei            | อำเภอสบเมย        |  |
| 7   | Pangmapha           | อำเภอปางมะผ้า      |  |

## Símbolos
El sello provincial (Rup chang nai tanga nam (รูป ช้าง ใน ท้อง น้ำ): «imagen de un elefante en una masa de agua») es una referencia al entrenamiento de los elefantes salvajes para poder tomar las órdenes en la batalla y para diversos tipos de animales de trabajo. El origen del sello se remonta a principios del siglo XIX cuando la provincia se delimitó como zona donde se enviaban hombres a capturar elefantes para el Señor de Chiang Mai. El árbol provincial es la millettia brandisiana y la flor tithonia diversifolia.